# Medienhaus Eberswalde

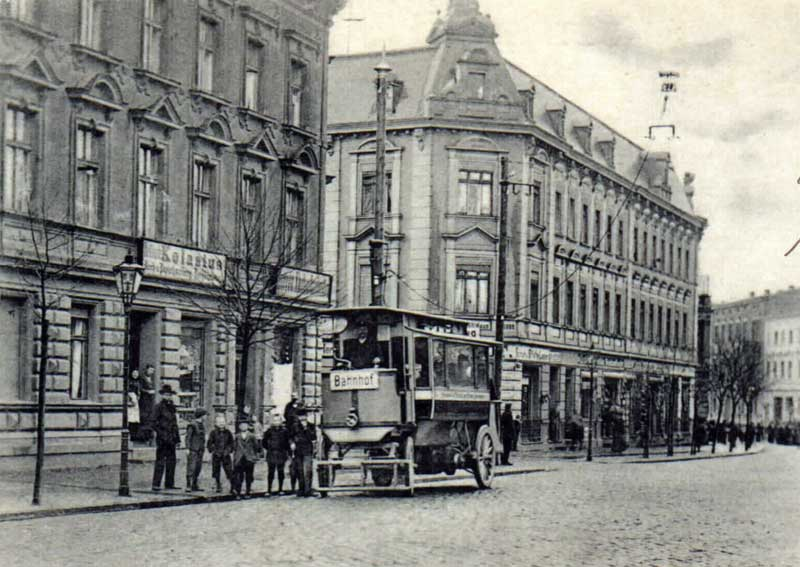
O-Bus in Eberswalde 1901; Blick auf das heutige Medienhaus

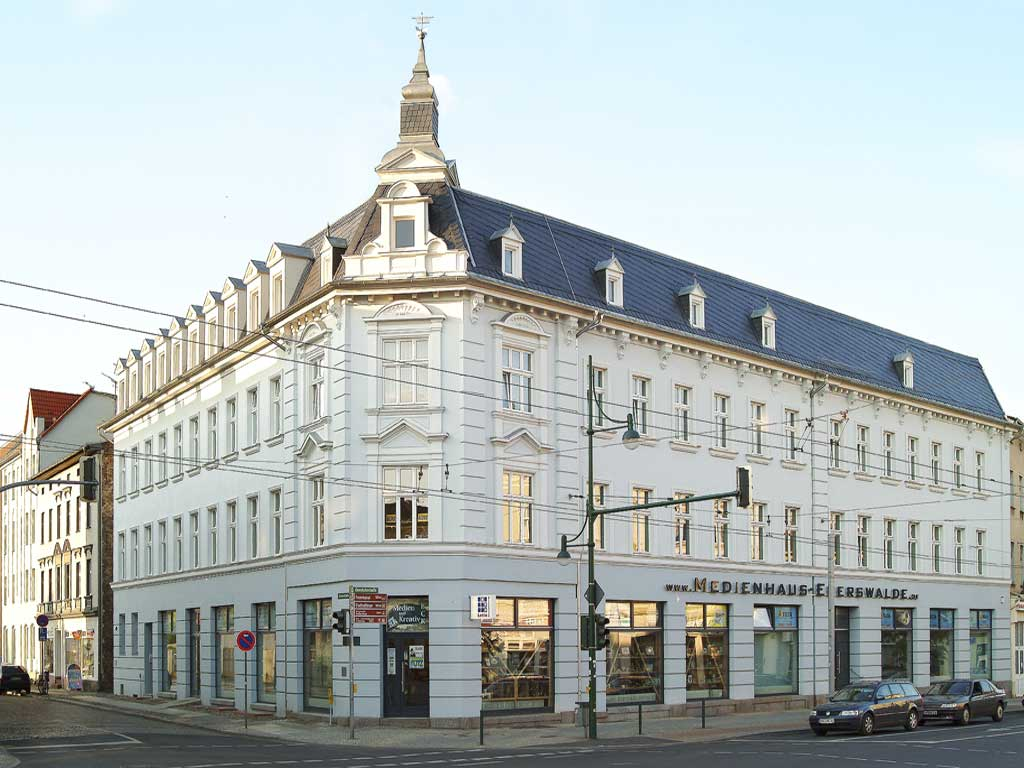
Medienhaus Eberswalde

Medienhaus auf einem Barni-Treuetaler

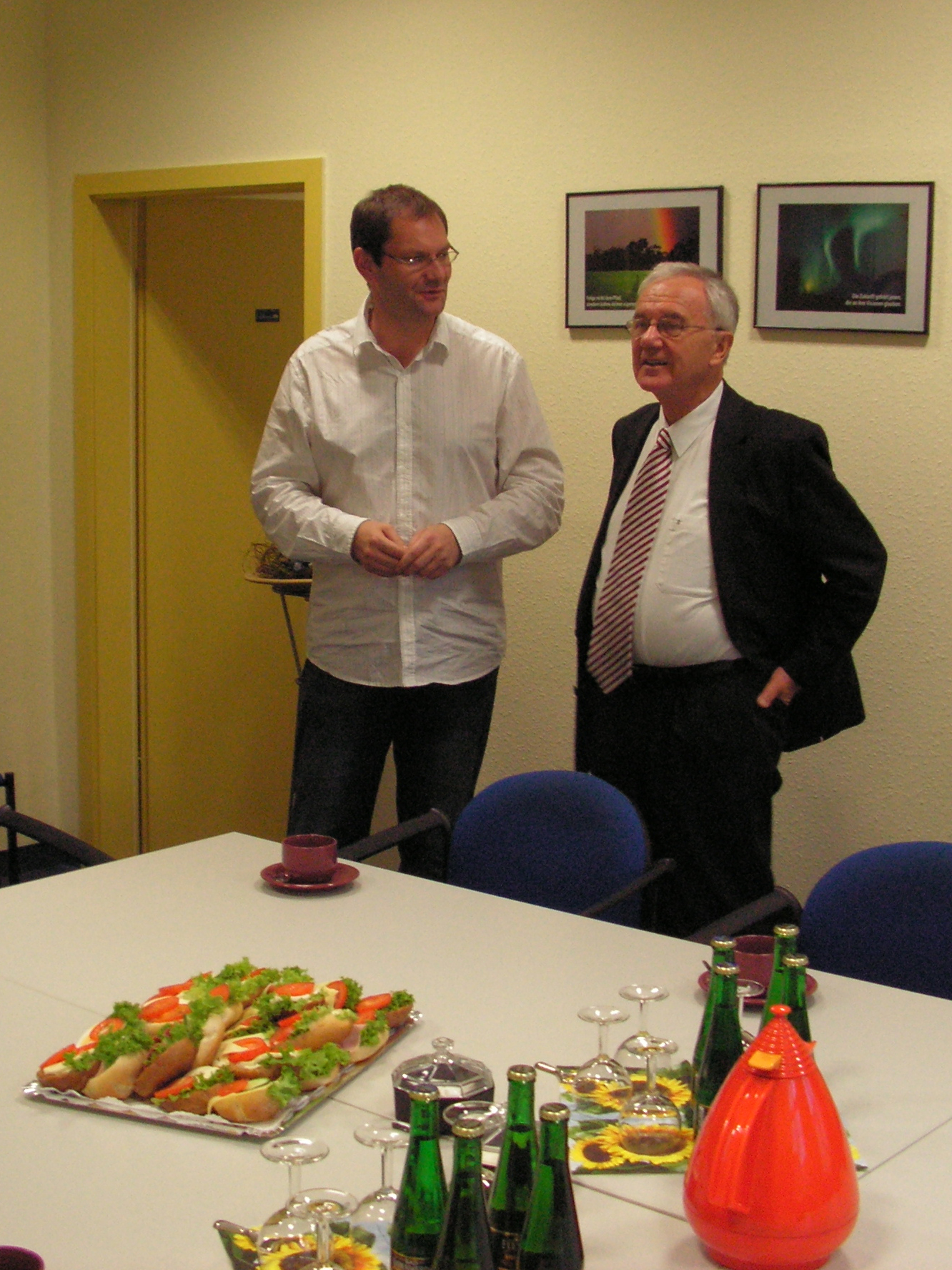
Manfred Stolpe zu Besuch im Medienhaus am 24. Okt. 2006

Das Medienhaus Eberswalde befindet sich nahe dem Stadtzentrum von Eberswalde am Karl-Marx-Platz (ehemals Alsenplatz) in der Eisenbahnstraße 92-93. Beim Eberswalder Sanierungswettbewerb 2003 wurde ein Preis für vorbildliche Sanierung des Hauses vergeben: „Die Sanierung des Gebäudes erfolgte in Anlehnung an das historische Vorbild bei Erhalt altstadttypischer Materialien.“ Städtebaufördermittel sorgten für eine weitgehend originale Wiederherstellung des Gebäudes. Der nur noch teilweise erhaltene Granitsockel sowie die Wetterfahne wurden nach altem Muster wiedererrichtet.

## Geschichte
Das Haus wurde 1893 als herrschaftliches Wohn- und Geschäftshaus errichtet. Der Bau wurde vom Maurer- und Zimmermeister Carl Becker aus Eberswalde realisiert. Der erste große Gewerbemieter war 1898 die Weinhandlung Bacchus, welche laut Anzeige vom 18. August 1896 im Preußischen Stadt- und Landboten vom Kaufmann Herrmann Schmidt eröffnet wurde. Laut Steuerakte vom 1. Juli 1896 war er auch Eigentümer des Hauses. Im Jahr 1901 übernahm die 1870 in Hamburg gegründete Commerz- & Privat-Bank AG die im Ort ansässige Berliner Bank und betrieb in den folgenden Jahrzehnten eine Zweigstelle im Haus. Nach Rudolf Schmidt befand sich die Bank noch im Jahr 1940 in diesem Haus.
In den 1930er Jahren präsentierte sich zwischenzeitlich an diesem Standort das Möbelhaus Carl Utesch & Co. In den Jahren der DDR war es Sitz des VEB Einzelhandel und Gaststätten HO Eberswalde, später HO-Kaufhaus Magnet. In den 1990er Jahren beherbergte es die Bekleidungskette Jean Pascal.
Heute ist das Haus im Besitz der Wohnungsbau- und Hausverwaltungs GmbH Eberswalde und ein gemischtes Wohn- und Geschäftshaus. Im Medienhaus sind verschiedene Unternehmen ansässig, Thinkfarm, eine Coworkingfirma und Finow Datentechnik GmbH (Computer Hard- und Software).